# Chaos League
 (décembre 2020).
Chaos League est un jeu vidéo de stratégie au tour par tour sorti sur ordinateur en France le 25 juin 2004. Mélangeant football américain et jeu de stratégie, il reprend de manière non officielle le thème du jeu Blood Bowl, jeu de figurines dans l'univers de Warhammer Fantasy Battle.
Son standalone Mort subite, sorti en août 2005, apporte notamment trois nouvelles races, de nouveaux modes de tournois, ainsi que de nouveaux bonus.

## Description
Le jeu oppose deux équipes de neuf joueurs chacune. Le but du jeu est de marquer un maximum de touchdowns durant le temps imparti en déposant le ballon dans l'en-but adverse.
Il se déroule en tour par tour, où chaque joueur contrôle les différents joueurs de son équipe avant de passer la main à l'adversaire.
Le jeu s'éloigne du football américain par le contexte et l'ambiance qu'il propose. Se voulant une satire du sport traditionnel, le jeu met en avant la violence sur et en dehors du terrain, le consumérisme à outrance et la corruption. 
Reprenant l'univers de son ancêtre Blood Bowl, le jeu propose aussi de régir des équipes constituées de joueurs incarnant divers personnages fantastiques ayant chacun leurs forces et leurs faiblesses : elfes, nains, trolls, loups-garous... Ainsi, certaines équipes favoriseront le jeu de passe, d'autres le combat, ou encore la triche.
Le jeu propose différentes mécaniques pour prendre l'avantage, par exemple la magie. Le hasard a aussi beaucoup d'importance dans la résolution des situations, de nombreux résultats étant déterminés par des jets de dés.
A l'instar de Warcraft, il existe un système de replay permettant de revivre les matchs ou de partager la rediffusion, à des fins de divertissement ou d'apprentissage par l'observation.

## Les différentes équipes
Chaque équipe est composée de différents types de joueurs. Ainsi, toutes les races possèdent deux héros (trois en Mort Subite) et des joueurs dits basiques : les Linemen. 
Chaque race possède ses propres joueurs, mais les Big foot (qui servent principalement à marcher sur les adversaires au sol), les quarterbacks, les receveurs et les linebackers sont des joueurs que l'on retrouve régulièrement dans le jeu.

### Les gnomes
Les gnomes sont réputés pour leur technologie mécanique avancée. L'unité spéciale est un petit gnome à l'intérieur d'une énorme armure. 
Les spécificités de la race sont les compétences de maintenance des machines, alcoolémie et la pluie de dindes.

### Les cigues
Les cigues dégagent une bonne odeur, tirant probablement leur inspiration des poissons piranhas. 
Leurs spécificités sont les morsures, les venins, les crachats et les sifflements.

### Les damnés
Race de démons issue du plus profond de l'enfer, les damnés sont souvent mutilés, affublés de métaux leur sortant du corps et d'une couleur rouge feu. Il y a de grandes chances que les damnés attaquent les joueurs tombés au sol.
Leurs spécificités sont les compétences Bêtes de l'enfer et Damnation.

### Les barbares
Cette équipe regroupe de féroces barbares aux muscles redoutables. Leur origine et leur mode de vie en font des personnages fragiles. Ils rechignent à porter une armure, mais ils constituent une des équipes les plus polyvalentes.
Leurs spécificités sont les compétences spéciales de Pression, Ultra pression et le pouvoir des dieux Soins maison.

### Les elfes noirs
Les elfes noirs, vivant sous terre, sont sortis de leur tanière afin de vivre cette nouvelle épopée et sont de nature à user de la violence en match. Ce sont de redoutables magiciens et de très bons passeurs et receveurs. En contrepartie, leur physique ne fera pas le poids dans un match très musclé.
Leurs spécificités sont les compétences Sagesse, Grand sage et les pouvoirs des dieux Transfert, Transfert total.

### Les elfes sylvains
Les elfes sylvains sont les frères bienveillants des elfes noirs. Ils leur sont plus ou moins équivalents, mais ils sont différents dans leur style de jeu. Ils préfèrent les jeux aériens, aux longues passes répétitives et aux courses effrénées.

### Les gobelins
Les gobelins sont petits, verts, fragiles et rapides. Même s’ils sont très fragiles, ils peuvent engager par exemple un troll qui leur servira de bélier le cas échéant. Leur capacité de persuasion et leur nombre font que les arbitres sont rarement sans le sou après un match avec des gobelins.
Leurs spécificités sont la compétence Ange et le pouvoir des dieux Arbitrage maison.

### Les humains
Ils sont polyvalents et s'adaptent très bien à tout type de jeu.
Leurs spécificités sont la compétence Leadership et les pouvoirs des dieux Dissipation et Dissipation sup.

### Les mercenaires
Les mercenaires sont composés de joueurs exclus de leurs équipes pour diverses raisons (comme des meurtres sur les terrains). Il n'existe que des Linemen, l'explication serait que les autres préfèrent totalement abandonner le jeu. Ils sont donc très disparates.

### Les nains
Le jeu des nains est d'estropier le plus possible ses adversaires du terrain. Les matchs mettant en scène des nains prennent souvent la forme de combat plutôt que de matchs de football américain.
Leurs spécificités sont la compétence Vieux briscard et les pouvoirs des dieux Abattoir et Boucherie.

### Les orques
Les orques sont lents, mais solides. Ils sont dotés d'une très bonne force, mais leurs déplacements souvent pénibles. Leur lenteur fait qu'il est nécessaire d'avoir une bonne tactique de jeu. Néanmoins, la magie peut être utilisée pour les avantager.
Leurs spécificités sont les compétences Absorption et Crâne solide et le pouvoir des dieux Courant d'air.

### Les prétoriens
Derrière ce nom barbare se cache une équipe composée d'hommes-loups. Ils sont dotés d'une réactivité et d'une vitesse sans pareil, cependant leur résistance physique peut les gêner en fin de match, face à des orques par exemple.
Leurs spécificités sont les compétences Souplesse et Invertébré et les pouvoirs des dieux Aura de vitesse et Aura de mouvement.

### Les morts-vivants
Ils sont très polyvalents, comme les humains, mais bien plus encore suivant la composition de l'équipe sur le terrain. En règle générale, ils avancent lentement, mais précautionneusement.
Ils détiennent les compétences de Récupération rapide et les pouvoirs des dieux Peste et Peste noire.

## Magie et compétences
La magie est une composante primordiale du jeu. La magie défensive est destinée à protéger les joueurs, alors que d'autres types de magie sont destinées exclusivement à l'attaque et peuvent être utilisées pour détruire les joueurs de l'équipe adverse, par exemple : boule de feu, bénédiction de l'équipe, dextérité accrue et immunité aux blessures.
Pour ce qui est de la magie issue du public (ou des supporters), il y a trois pouvoirs possibles : révélation du terrain (brouillard possible sur les ennemis), poser un explosif pour détruire l'équipe adverse, et le maxi-pouvoir, différent selon le clan des supporters choisis.
Il y a également des sorts décuplant l'expérience qui permettent d'acquérir de nouvelles compétences rapidement. Les compétences sont multiples et diverses : augmenter la résistance physique, sprinter, se dissimuler derrière un nuage de brume ou encore, le coup bas dangereux.
On peut distinguer deux types de compétences : les passives et les actives. Les passives sont déclenchées automatiquement sans l'intervention du joueur, tandis que les actives (par exemple faire sprinter le quarterback) doivent être exécutées par le joueur.
Toutes les compétences actives nécessitent du souffle. Le souffle est représenté par une jauge, comme le niveau de vie. Il permet de déclencher des compétences : par exemple, sprint nécessite 15 points de souffle.
Il existe près de 170 sorts et compétences différentes disponibles.

## Accueil
| Chaos League  |      |       |
| Média         | Pays | Notes |
| Canard PC     | FR   | 7/10  |
| Gamekult      | FR   | 7/10  |
| Gen4          | FR   | 79 %  |
| Jeuxvideo.com | FR   | 17/20 |
| Joystick      | FR   | 6/10  |